# Kvízomat
Kvízomat je výherní automat, který se od těch klasických liší tím, že před samotnou hrou nebo během hry pokládá hráčům snadné kvízové otázky. Další varianty kvízomatů mohou hráčům dávat různé úkoly, jako skládání puzzle neb vyřešení jednoduchého rébusu. Po vyřešení úkolu, přičemž zpravidla nezáleží na tom, jestli je řešení správné, se kvízomat chová jako klasický výherní loterijní terminál (VLT), tedy hrací automat.
O existenci kvízomatů se začalo hovořit v roce 2015 v souvislosti s připravovaným zákonem o hazardních hrách. Již v listopadu 2015 bylo oficiálně evidováno 250 přístrojů. Od uvedení zákona o hazardních hrách v platnost 1. ledna 2017 celní úřad zabavil více než 1500 přístrojů a další přibývají.

## Spor o legalitu provozování kvízomatů
Přestože se stát snaží kvízomatové přístroje zabavovat, jen obtížně vymáhá pokuty vzhledem k odvoláním provozovatelů těchto her. Ti se opírají o definici samotného hazardu, jak je psána v zákoně o hazardních hrách, tedy že Hazardní hrou se rozumí hra, sázka nebo los, do nichž sázející vloží sázku, jejíž návratnost se nezaručuje, a v nichž o výhře nebo prohře rozhoduje zcela nebo zčásti náhoda nebo neznámá okolnost. Právě přidáním prvku dovednosti je podle provozovatelů kvízomatů rozhodující, protože o výhře zcela nerozhoduje náhoda nebo neznámá okolnost, ale vědomost nebo dovednost hráčů. Právě nejednoznačnost, do jaké míry musí náhoda rozhodovat o výhře nebo prohře, je předmětem posudků a zatím nepadl jediný rozhodující verdikt.
I když jsou kvízomatové přístroje zabavovány a herny uzavírány, provozovatelé nejsou odsuzování k odnětí svobody nebo pokutě.